# Jon Spencer Blues Explosion
A Jon Spencer Blues Explosion nevű alternatívrock-zenekar 1991-ben alakult meg New Yorkban. Tagjai: Jon Spencer, Judah Bauer és Russell Simins.
Jon Spencer már a saját együttesének megalapítása előtt is játszott két zenekarban: a Shithaus-ban és a Pussy Galore-ban. Zenélt a The Boss Hog és a The Honeymoon Killers nevű együttesekben is. Zeneileg alternatív rockot, punk blues-t, garázsrockot és blues rockot játszanak.
Judah Bauer a The Spitters zenekarból jött át ide, Russell Simins pedig a Crowbar Message együttesből csatlakozott Spencer zenekarához.
Az egyik nagylemezük, a Now I Got Worry, szerepel az 1001 lemez, amit hallanod kell, mielőtt meghalsz című könyvben.
Karrierjük alatt több lemezt is piacra dobtak.

## Diszkográfia
- A Reverse Willie Horton (1991)
- Crypt Style (1992)
- The Jon Spencer Blues Explosion (1992)
- Extra Width (1993)
- Orange (1994)
- Now I Got Worry (1996)
- Acme (1998)
- Plastic Fang (2002)
- Damage (2004)
- Meat + Bone (2012)
- Freedom Tower - No Wave Dance Party 2015 (2015)